# Искусство волшебства
«Искусство Волшебства» (лат. Ars Magica) — настольная ролевая игра, действие которой происходит в мифической Европе, идеализированном варианте Европы XIII века. Игра вращается вокруг сообщества магов и их союзников. Первоначально была разработана: Джонатаном Твиитом и Марком Рейн-Хагеном в конце 1980-х годов; первая версия вышла в 1987 году. Нынешняя (5-я) по счёту редакция была написана Дэвидом Чартом, работающим на Атлас Геймс, издана в 2004 году. На русском языке четвертая редакция «Искусства Волшебства» вышла в издательстве «Хобби-игры» (ныне — издательство «Мир Хобби») в 2001 году.